# 大攀鼠屬
大攀鼠屬（学名：Megadendromus nikolausi），哺乳綱、囓齒目、馬島鼠科的一屬，而與大攀鼠屬（大攀鼠）同科的動物尚有道氏攀鼠屬（道氏攀鼠）、肥鼠屬（矮肥鼠）、長耳攀鼠屬（長耳攀鼠）、溜攀鼠屬（溜攀鼠）等之數種哺乳動物。

## 下属物种
本属包括以下物种：
- Megadendromus nikolausi Dieterlen & Rupp, 1978[2]